# Gong Zhichao
Gong Zhichao, född 15 december 1977, är en kinesisk idrottare som tog guld i badminton vid olympiska sommarspelen 2000.